# Leopold Auer
Leopold Auer, węg. Auer Lipót, ros. Леопо́льд Семёнович А́уэр (ur. 7 czerwca 1845 w Veszprémie, zm. 15 lipca 1930 w Dreźnie) – węgierski skrzypek i pedagog, kompozytor oraz dyrygent; arystokrata rosyjski.

## Życiorys
Auer urodził się w 1845 roku w żydowskiej rodzinie osiadłej w węgierskim Veszprém. W 1855 roku podjął naukę gry na skrzypcach w konserwatorium w Budapeszcie u Dávidnála Ridleya-Kohnego. W latach 1857–1858 odbywał studia w wiedeńskim konserwatorium pod kierunkiem Jakoba Donta i Josefa Hellmesbergera Sr., a w 1861 roku w Paryżu w klasie Jeana-Delphina Alarda. W latach 1863–1864 Studiował też u Josepha Joachima w Hanowerze (1868-1864). Był koncertmistrzem orkiestr w Düsseldorfie i w Hamburgu. W maju 1868 roku występował z Antonem Rubinsteinem w Londynie, a w październiku wyjechał do Rosji na trzyletnie tournée. Pozostał tam jednak znacznie dłużej: w roku 1883 uzyskał rosyjskie obywatelstwo, a trzynaście lat później carską nobilitację. W latach 1867–1917 nauczał w konserwatorium w Petersburgu (skrzypce i kameralistyka). Do 1906 roku był solistą i kierownikiem kwartetu Rosyjskiego Towarzystwa Muzycznego, a od 1872 roku solistą w orkiestrze Teatru Maryjskiego (obydwie funkcje przejął od Henryka Wieniawskiego). W 1874 roku został nadwornym solistą cara, a w sezonach 1883-1884, 1887-1892 i 1894-1895 dyrygował koncertami symfonicznymi Rosyjskiego Towarzystwa Muzycznego. Ponadto występował zarówno w roli solisty, jak i dyrygenta w całej Europie (także w Polsce). Był oficjalnym przedstawicielem Rosji podczas międzynarodowych wydarzeń, jak kongresy i konkursy. Po wydarzeniach rewolucyjnych w Rosji, w trakcie niepewnego rozstrzygnięcia wojny domowej, wyemigrował do Stanów Zjednoczonych (1918 rok). Tam nauczał w Institut of Music Art (późniejsza Juilliard School) w Nowym Jorku i w Curtis Institute of Music w Filadelfii. Kontynuował też działalność koncertową mimo podeszłego wieku. Od 1924 roku występował w Carnegie Hall. W 1928 roku otrzymał obywatelstwo amerykańskie. Zmarł w poddrezdeńskim Loschwitz 15 lipca 1930 roku, podczas odbywania tournée w Niemczech.

## Twórczość
Auer uznany jest za twórcę rosyjskiej szkoły skrzypcowej. Zasłużył się jako wykonawca i pedagog. Do uczniów Auera należeli m.in.: Josif Achron, Jascha Heifetz, Efrem Zimbalist, Michaił Elman, Nathan Milstein i Emil Młynarski. Auer sporządzał transkrypcje i opracowania utworów skrzypcowych, sam również komponował, m.in. Rapsodie hongroise, Tarantelle de concert. Jego znajomość stylów wykonawczych i nowatorska technika zapewniły mu sukces na obu polach: wykonawstwa i pedagogiki. Prowadząc koncerty zagraniczne skupiał się na symfonice rosyjskiej, miał na koncie m.in. kilka zagranicznych prawykonań utworów Piotra Czajkowskiego. Jako solista występował z uznanymi artystami, m.in. z Eugenem d’Albertem, Raoulem Pugno, Teodorem Leszetyckim, Józefem Wieniawskim i Siergiejem Taniejewem, Antonem Rubinsteinem i Anną Jesipową.

### Publikacje
Jako pedagog gry skrzypcowej Auer wydał trzy książki, w tym ostatnia to zbiór dwóch wcześniejszych w jednym tomie, wydana w Moskwie już po jego śmierci:
1. Nauka gry na skrzypcach (ang. Violin Playing as I Teach It), Nowy Jork 1921
2. Mistrzowskie dzieła na skrzypce i ich interpretacja (ang. Violin Master Works and Their Interpretation), Nowy Jork 1925
3. Moja szkoła gry na skrzypcach. Interpretacja nauki klasyki skrzypcowej (ros. Moja szkoła igry na skripkie. Intierpietacyja proizwiedienij skripicznoj klasiki), Moskwa 1965